# Niżnij Rieutiec
Niżnij Rieutiec (ros. Нижний Реутец) – wieś (ros. село, trb. sieło) w zachodniej Rosji, centrum administracyjne sielsowietu niżnierieutczanskiego w rejonie miedwieńskim (obwód kurski).

## Geografia
Miejscowość położona jest nad rzeką Rieutiec (lewy dopływ Rieuta w dorzeczu Sejmu), 6,5 km na południowy zachód od centrum administracyjnego rejonu (Miedwienka), 38 km na południowy zachód od Kurska, 8 km od drogi magistralnej (federalnego znaczenia) M2 «Krym».
We wsi znajduje się 306 posesji.
Klimat
Miejscowość, jak i cały rejon, znajduje się w strefie klimatu kontynentalnego z łagodnym ciepłym latem i równomiernie rozłożonymi opadami rocznymi (Dfb w klasyfikacji klimatów Köppena).

## Demografia
W 2010 r. wieś zamieszkiwały 423 osoby.

## Urodzeni we wsi
- Konstantin Dmitrijewicz Worobiow (1919–1975) – rosyjski prozaik, autor powieści i opowiadań wojennych